# Berenika Tomsia

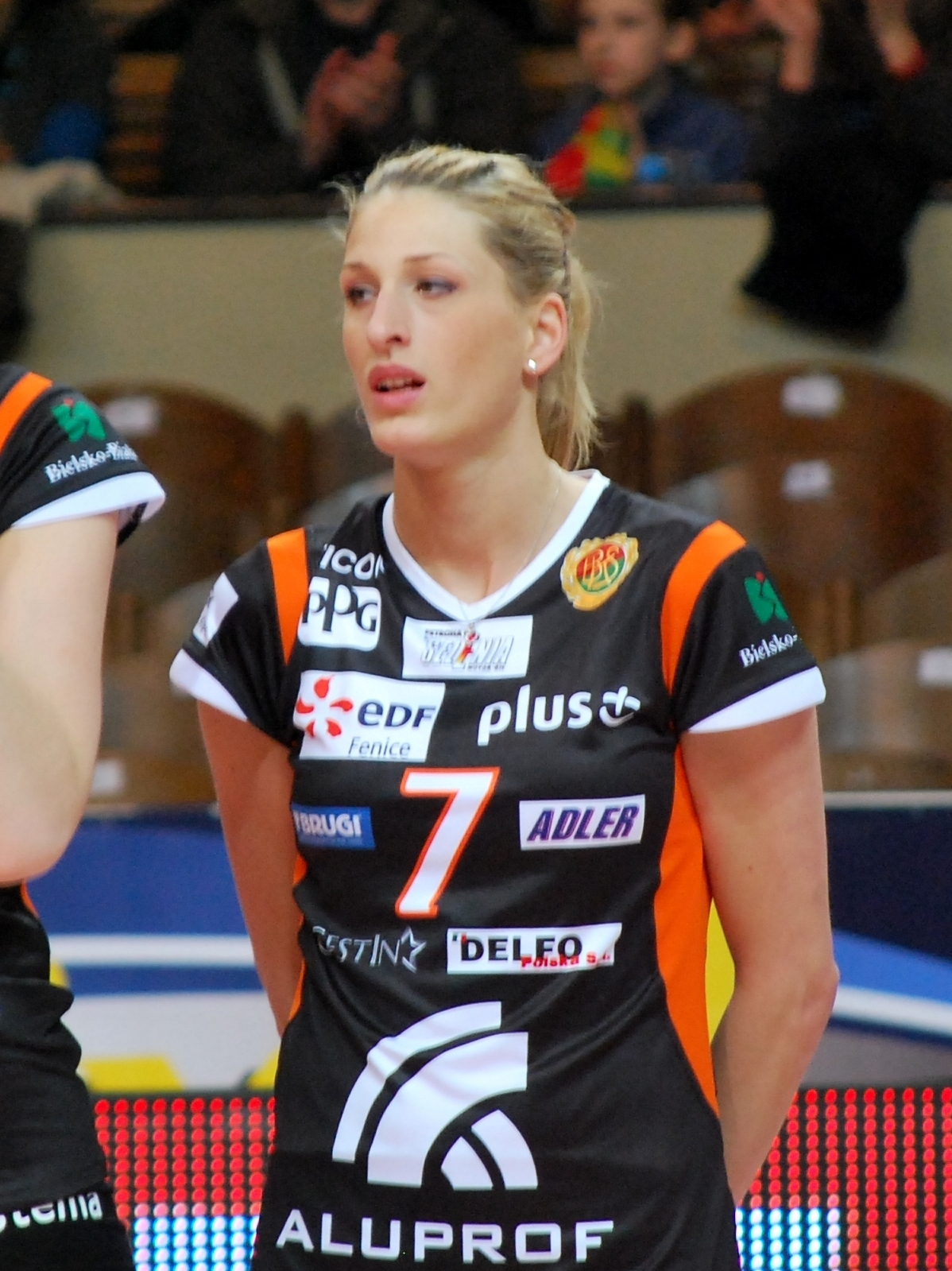
Berenika Okuniewska zawodniczką BKS-u Aluprof Bielsko-Biała w sezonie 2010/2011

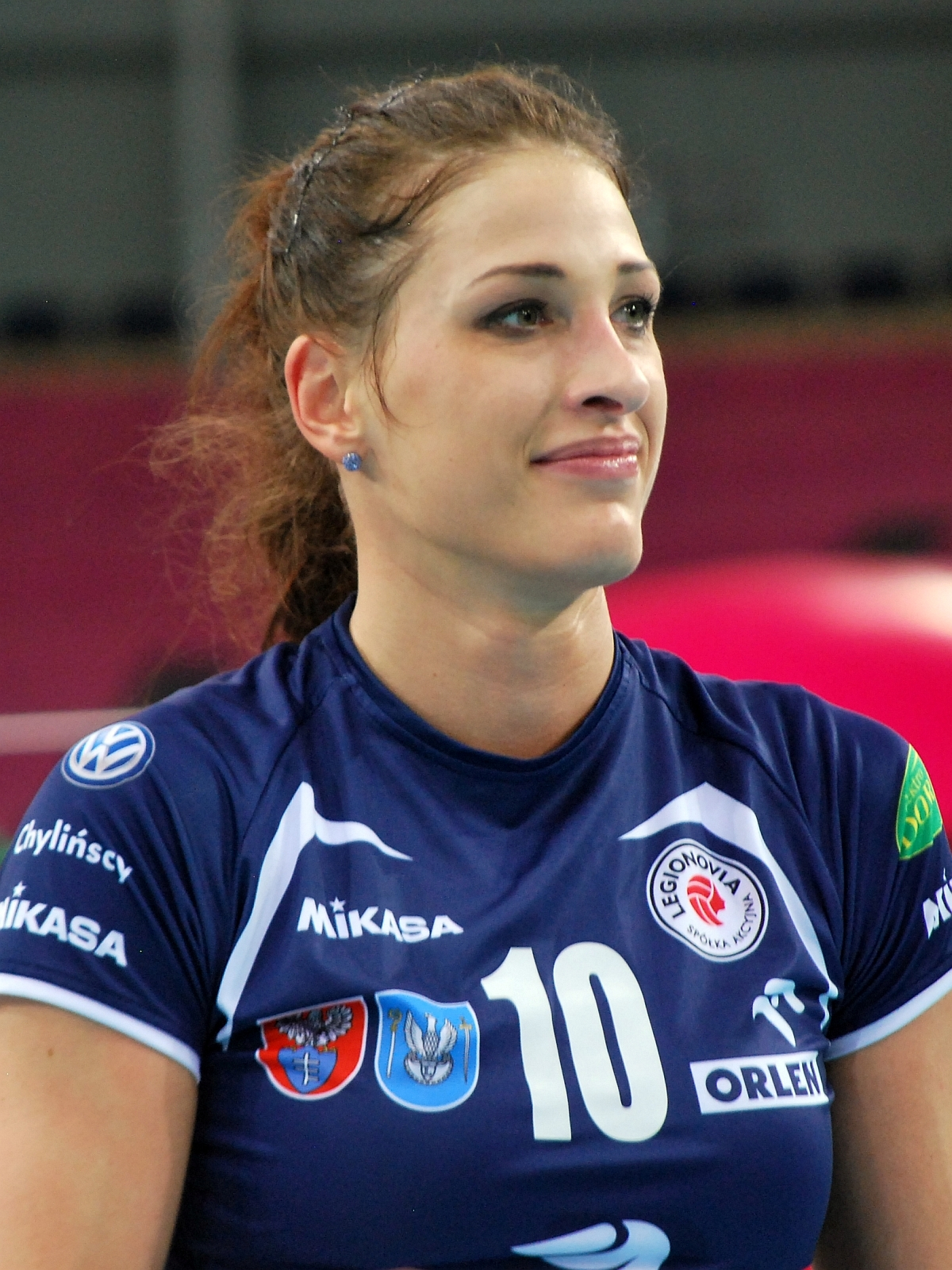
Berenika Tomsia zawodniczką Legionovii Legionowo

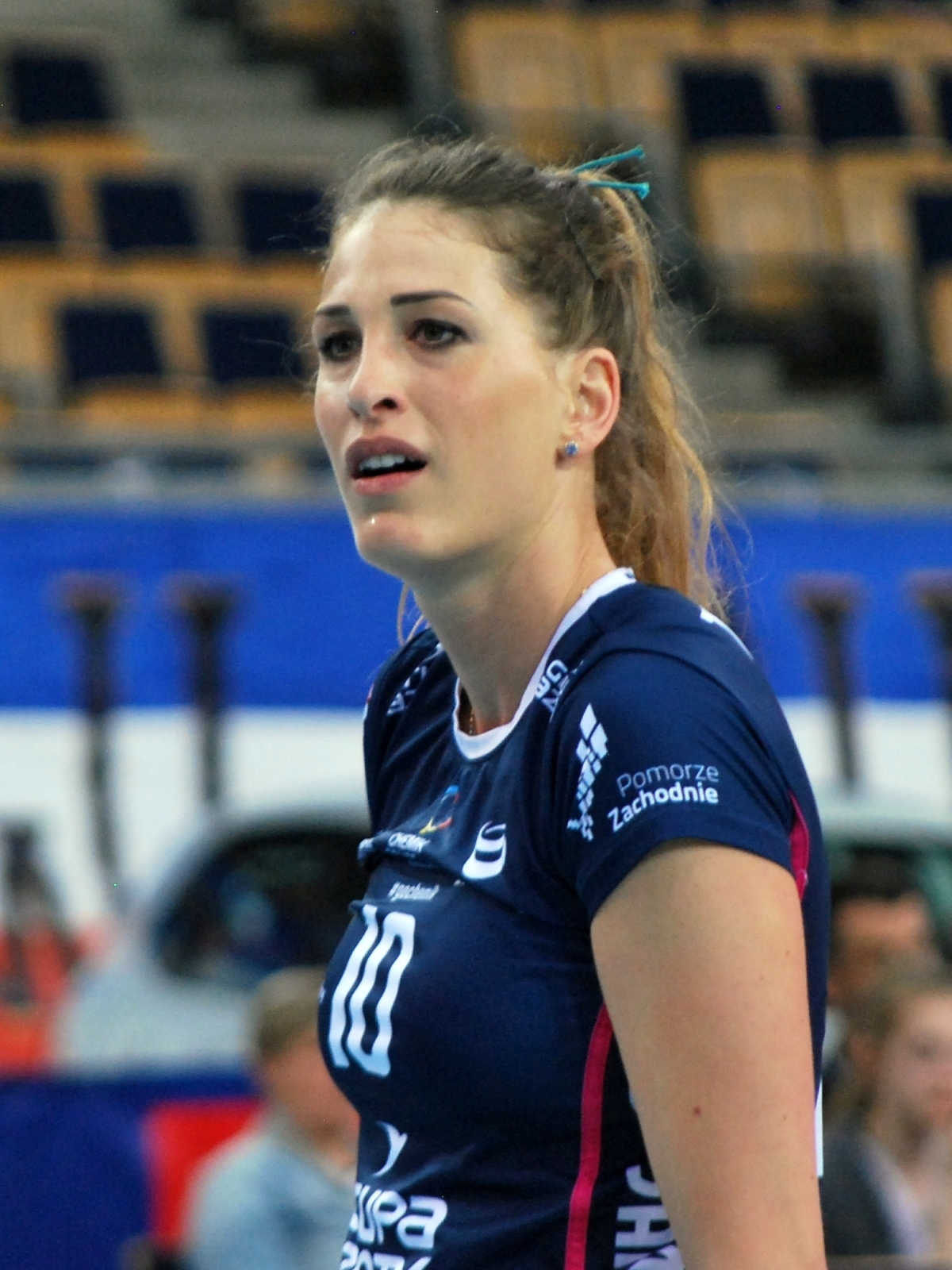
Berenika Tomsia zawodniczką Chemika Police

Berenika Tomsia (primo voto Okuniewska, (ur. 18 marca 1988 w Gdańsku) – polska siatkarka, była reprezentantka Polski, występująca na pozycji środkowej i atakującej.
W latach 2008–2012 była żoną Szymona Okuniewskiego. Jej siostra Laura i brat Ksawery, także grali zawodowo w siatkówkę.
Jest najmłodszą zawodniczką w historii, która zadebiutowała w seniorskiej reprezentacji Polski 28 grudnia 2003 roku w towarzyskim meczu z Włoszkami mając niespełna 16 lat.
Od sezonu 2013/2014 postanowiła grać na boisku już jako atakująca w klubie Legionovia Legionowo.
W sezonie 2015/2016 zgromadziła na swoim koncie 472 punkty, dzięki czemu została najlepiej punktującą zawodniczką rundy zasadniczej włoskiej Serie A1, w klasyfikacji wyprzedziła m.in.: Karstę Lowe, Samantę Fabris czy Małgorzatę Kożuch. Bardzo dobrą grę Tomsi docenili również dziennikarze La Gazzetta dello Sport - wspólnie z Samantą Fabris zwyciężyła w prestiżowym Il Troffeo Gazzetta, który organizowany jest od 1973 roku.
W latach 2008–2011 ukończyła Beskidzką Wyższą Szkołę Umiejętności w Żywcu na stopień licencjata. Od 2020 roku jest nauczycielem wychowania fizycznego w szkole w Stężycy. W latach 2021–2023 ukończyła Wyższą Szkołę Administracji i Biznesu im. Eugeniusza Kwiatkowskiego w Gdyni na tytuł magistra.
Od sezonu 2020/2021 poprowadziła zajęcia z najmłodszymi siatkarkami uczestniczącymi w rozgrywkach minisiatkówki w Szkole Mistrzostwa Sportowego w Szczyrku.

## Przebieg kariery
| Sezon     | W klubie                        | Klub                               |
| --------- | ------------------------------- | ---------------------------------- |
| 1999/2000 |                                 | Energa Gedania Gdańsk              |
| 2000/2001 |                                 | Energa Gedania Gdańsk              |
| 2001/2002 |                                 | Energa Gedania Gdańsk              |
| 2002/2003 |                                 | Energa Gedania Gdańsk              |
| 2003/2004 |                                 | Energa Gedania Gdańsk              |
| 2004/2005 |                                 | Energa Gedania Gdańsk              |
| 2005/2006 |                                 | Energa Gedania Gdańsk              |
| 2006/2007 |                                 | Energa Gedania Gdańsk              |
| 2007/2008 |                                 | Energa Gedania Gdańsk              |
| 2008/2009 | BKS Aluprof Bielsko-Biała       |                                    |
| 2009/2010 | BKS Aluprof Bielsko-Biała       |                                    |
| 2010/2011 | BKS Aluprof Bielsko-Biała       |                                    |
| 2011/2012 | Scavolini Pesaro                |                                    |
| 2012/2013 | Fenerbahçe Stambuł              |                                    |
| 2013/2014 | Legionovia Legionowo            |                                    |
| 2014/2015 | Metalleghe Sanitars Montichiari |                                    |
| 2015/2016 | Metalleghe Sanitars Montichiari |                                    |
| 2016/2017 | do 18.01.2017                   | Imoco Volley Conegliano            |
| 2016/2017 | od 19.01.2017                   | Saugella Team Monza                |
| 2017/2018 |                                 | Lardini Filottrano                 |
| 2017/2018 | od 15.03.2018                   | Chemik Police                      |
| 2018/2019 |                                 | Incheon Heungkuk Life Pink Spiders |
| 2019/2020 | NEC Red Rockets                 |                                    |

## Sukcesy klubowe

### juniorskie
Mistrzostwa Polski Juniorek:
- 2003
- 2002, 2007
- 2006

Mistrzostwo I ligi:
- 2006

### seniorskie
Puchar Polski:
- 2009

Mistrzostwo Polski:
- 2010, 2018
- 2009
- 2011

Superpuchar Polski:
- 2010

Klubowe Mistrzostwa Świata:
- 2012

Puchar CEV:
- 2013

Superpuchar Włoch:
- 2016

Mistrzostwo Korei Południowej:
- 2019

## Sukcesy reprezentacyjne
Letnia Uniwersjada:
- 2007
- 2009

Puchar Piemontu:
- 2009

## Nagrody indywidualne
- 2010: Najlepsza blokująca turnieju Volley Masters Montreux
- 2011: Najlepsza blokująca turnieju finałowego Pucharu Polski
- 2013: Najlepsza blokująca turnieju finałowego Pucharu CEV